# RS-24 야르스
RS-24 야르스(РС-24 "Ярс", 토폴-MR, SS-29, SS-27 Mod 2) is a Russian MIRV-eq)는 2007년에 개발된 미사일로 50여년 가까이 사용한 R-36과 UR-100N을 대체하기 위해 러시아에서 비밀리에 개발한 러시아의 MIRV 대륙간 탄도 미사일이다. RS-24는 10기 이상의 핵무기를 탑재가능하다고 추정되고 있다. 이 미사일은 2007년의 미국 미사일 방어의 유럽 도입 계획에 대한 반응으로 발사되었다. 2007년과 2008년의 시험발사 성공 후 2009년에 배치되었다.

## 배치
2009년에 최초로 배치되었으며 2014년 말 기준으로 58기가 배치되었다. 2017년 5월 18일, 푸틴 대통령은 주요 군 지휘관들과 방산업체 최고 경영진 등이 참석한 가운데 주최한 정례 회의에서 현재 62%인 전략 로켓군의 3단 고체연료 야르스 ICBM을 올 연말까지 10%포인트 높인 72% 수준으로 높일 것이라고 강조했다. 기존에는 배치된 지 20년이 된 3단 고체연료 '토폴' ICBM이 주축이었다. RS-24 미사일은 2050년까지 R-36과 UR-100N 미사일을 대체할 것이다.

## 시험
러시아는 현재와 그리고 미래의 미사일 방어시스템을 뚫기 위해 이 미사일을 디자인하였다. 플레세츠크 우주 기지에서 그리니치 표준시로 2007년 3월 29일 11시 20분(현지시간 14시 20분) 차량 발사대로 첫 시험 발사를 하였으며, 목표는 5750km 떨어진 동쪽의 캄차카반도에 위치한 쿠라 미사일 시험장이었다.
플레세스크에서 쿠라 테스트장으로의 두 번째 발사는 현지 시간 2007년 12월 25일 15시 10분에 하였으며, 목표에 정확히 도달하였다. 또한 2008년 11월 26일 15시 20분 세 번째 발사에도 성공하게 된다. RS-24의 다탄두 재돌입 장치는 성공적으로 쿠라 테스트 장에 떨어졌다.
또한 RS-24의 개발이나 배치는 New START 조약에 의해 제한 받을 수도 있다.

## 개발
2008년 6월, 모스크바 열 공학 연구소의 수장인 유리 솔로모프는 RS-24가 RT-2PM2 토폴-M을 향상시킨 다탄두 미사일이며, 2008년내 실험발사를 다 끝내고 2009년 제식화 하겠다고 선언하였다. 전략 로켓군 사령관인 니콜라이 솔로브초프는 최초의 RS-24 미사일이 2009년 이바노보주 테코보에 전력화 될것이라고 말하였다.
2009년 3월, 솔로브초프 사령관은 START-1이 파기되는 2009년 12월부터 RS-24 연대를 구성하겠다고 밝혔다. 또한 5월 7일날에도 이 말을 반복하였다. 러시아 전략로켓군에 의하면 RS-24 최초 6기는 차량발사형으로 만든다고 발표하였다.
또한 2009년 10월 10일, 새로운 전략 로켓군 사령관인 안드레이 세바첸코는 2009년 12월에 배치되는 RS-24는 존재하는 RT-2PM2 토폴-M공장에서 만들어질것이라는 발표가 이타르타스에 의해 보도되었다.
또한 새로운 세대의 ICBM이 2010년 6월 중순 완성될 것이고, 최초의 RS-24가 6월 19일 이내로 배치될것이라는 보도가 나왔다.
2010년 12월, 테코보의 미사일 사단은 두 번째 RS-24 미사일 시스템을 인도 받았다. 이 6기의 미사일은 2010년 말까지 전력화되었다. 또한 3기의 차량발사형 미사일은 2011년 6월 배치될것이며, RS-24 1연대가 활동에 들어갔다.
2011년 1사단 2연대는 전투태세에 들어갔으며, 2사단은 2011년 말까지 배치되리라는 보도가 나왔다.

## 운영
러시아18기를 운영하고 있으며, 이바노보 근처 각 3개사단 2개 연대에 배치되었으며, 각 사단당 3개의 발사대를 가지고 있다.:

## 같이 보기
- RS-26 루베즈
- 제28 근위 로켓 사단